# Mars Observer
Mars Observer war eine NASA-Raumsonde zum Mars, die 1992 gestartet wurde. 1993 ging der Kontakt vier Tage vor dem Einschwenken in den Mars-Orbit verloren und konnte nie wiederhergestellt werden. Die genaue Ursache ist bis heute unbekannt.

## Ablauf

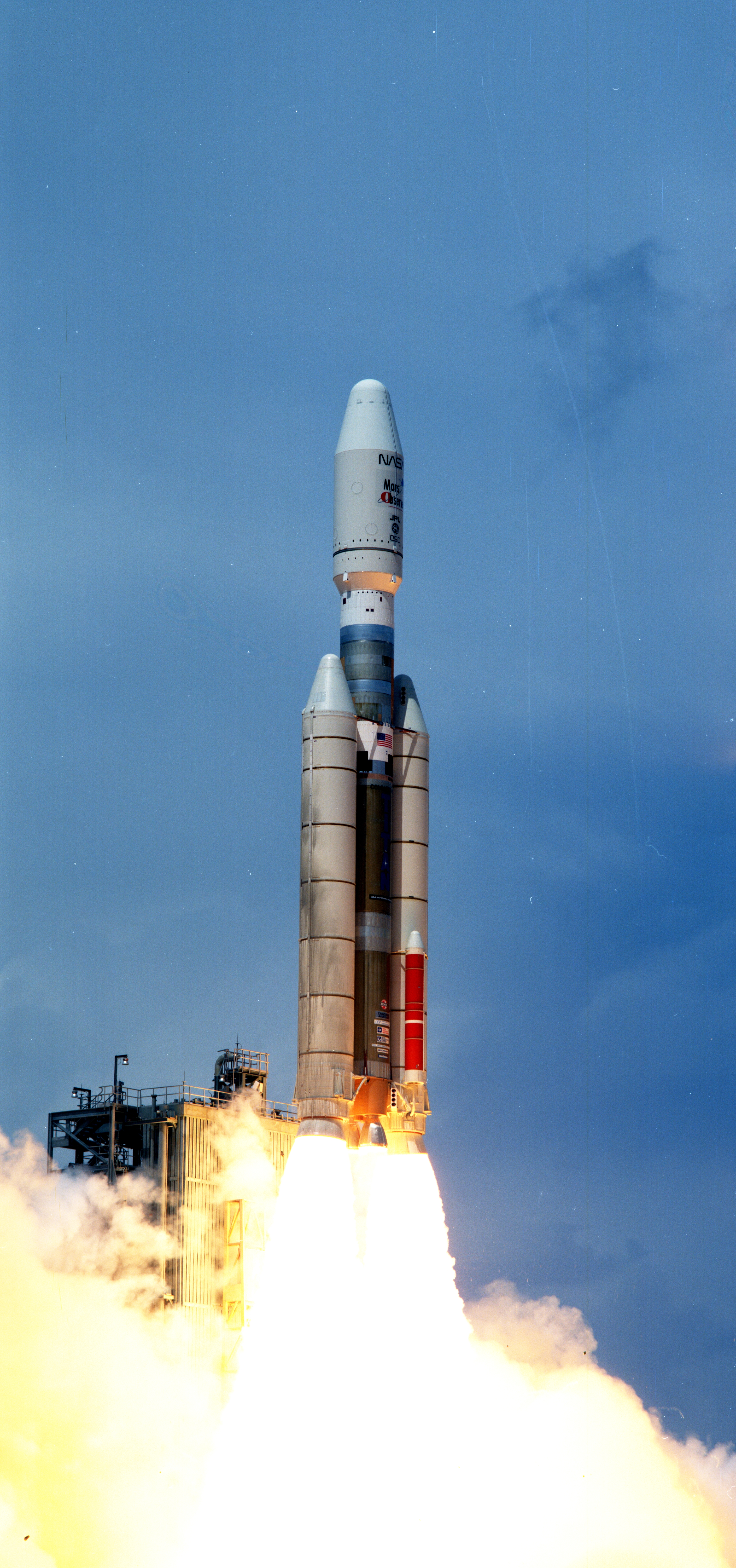
Titan III/Commercial startet mit dem Mars Observer

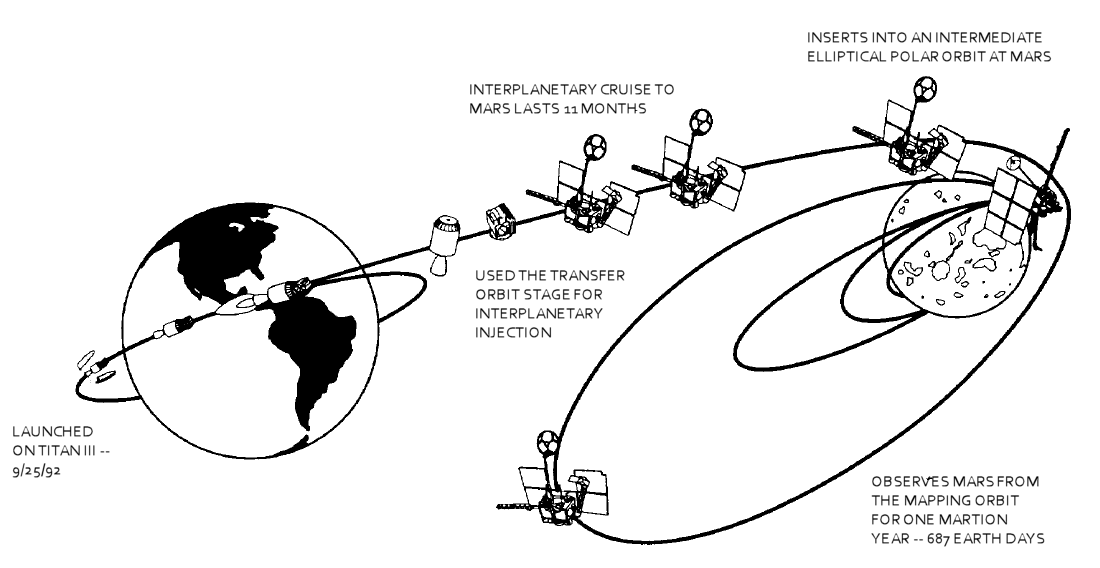
Der Ablauf des Fluges des Mars Observers im Schema, das auch den Einsatz der Transfer Orbit Stage verdeutlicht.

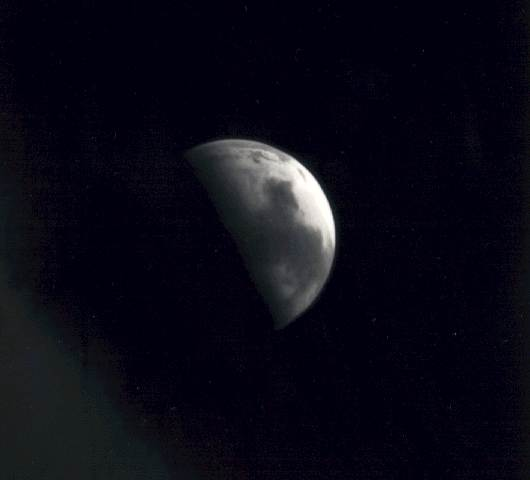
Eines der drei Bilder, die Mars Observer zur Erde funkte

Mars Observer startete am 25. September 1992 an Bord einer Trägerrakete vom Typ Titan III/Commercial von Launch Complex 40 auf Cape Canaveral ins All. Nach Erreichen der Erdumlaufbahn wurde der Satellit mittels der Transfer Orbit Stage Richtung Mars beschleunigt.
Schon während des Flugs traten Fehlfunktionen auf, so verlor die Sonde mehrmals die Orientierung aufgrund verschmutzter und defekter Navigationssensoren. Am 27. Juli 1993 machte die Kamera MOC die zwei einzigen Bilder vom Mars, die je von Mars Observer zur Erde gesendet wurden. Als man schließlich am 21. August 1993, drei Tage vor der Ankunft, mit den Vorbereitungen zum Einschwenken in den Mars-Orbit begann, meldete sich Mars Observer nicht mehr. Alle Versuche der Kontaktaufnahme blieben ergebnislos, so dass die Sonde schließlich am 22. September 1993 offiziell als verloren erklärt wurde.

## Instrumente
- MOC (Mars Observer Camera): Eine hochauflösende CCD-Zeilenkamera.
- MOLA (Mars Orbiter Laser Altimeter): MOLA sollte aus den Laufzeitunterschieden des Lasers eine topographische Karte des Mars erstellen.
- MAG/ER (Magnetometer/Electron Reflectometer): MAG/ERs Aufgabe war es, nach einem schwachen Magnetfeld des Mars zu suchen.
- TES (Thermal Emission Spectrometer): TES sollte die mineralogische Zusammensetzung des Mars erforschen.
- RS (Radio Science): RS hätte mit den Bordsendern durch die Mars-Atmosphäre zur Erde gefunkt, um so den Aufbau der Atmosphäre zu untersuchen.
- PMIR (Pressure Modulated Infrared Radiometer): PMIR sollte die von der Mars-Oberfläche emittierte Strahlung messen und so Rückschlüsse auf das Klima zulassen.
- GRS (Gamma Ray Spektrometer): GRS hätte mittels Gammastrahlung nach Wasser gesucht.

## Mögliche Ursachen
Die Untersuchungskommission veröffentlichte folgende mögliche Gründe, die für das Scheitern der Mission verantwortlich gewesen sein könnten:
- Durch eine Verpuffung in den Triebwerken drehte sich der Orbiter aus der Normallage. Dadurch wurde ein Sicherheitsmodus aktiviert, der alle laufenden Prozesse – und damit auch die geplante Kontaktaufnahme mit der Erde – stoppte.
- Die Stromversorgung versagte, nachdem ein Transistor ausfiel. Die verwendete Transistorserie machte auch an Bord von Wettersatelliten Probleme.
- Durch das Versagen der Druckregulierung im Treibstofftank wurde der Tank beschädigt und die Sonde war nicht mehr in der Lage, ihre Lage zu korrigieren.
- Die Tankleitungen wurden durch die pyrotechnische Triebwerkszündung beschädigt.

All diese Ursachen sind jedoch spekulativ, da es keinerlei Telemetrie zum Zeitpunkt des Kontaktverlusts gab.

## Folgen
Der Verlust des teuren Mars Observer war ein Schock für die amerikanische Raumfahrt – mit ihm war nicht nur eins der teuersten und ambitioniertesten NASA-Projekte, mit geschätzten Gesamtkosten von 813 Mio. US-Dollar, sondern auch die erste NASA-Planetensonde seit Mariner 8 1971 verloren gegangen. Sechs der sieben Instrumente flogen auf den Sonden Mars Global Surveyor und 2001 Mars Odyssey wieder zum roten Planeten. Das siebte Instrument, PMIR, sollte mit dem Mars Climate Orbiter zum Mars gelangen, kam jedoch aufgrund des Verlustes der Mission nicht zum Einsatz. Als Konsequenz folgte für die NASA außerdem das Discovery-Programm, in dem statt weniger teurer Sonden viele kleine, billige gestartet werden sollten.